# تصنيف العواطف البشرية

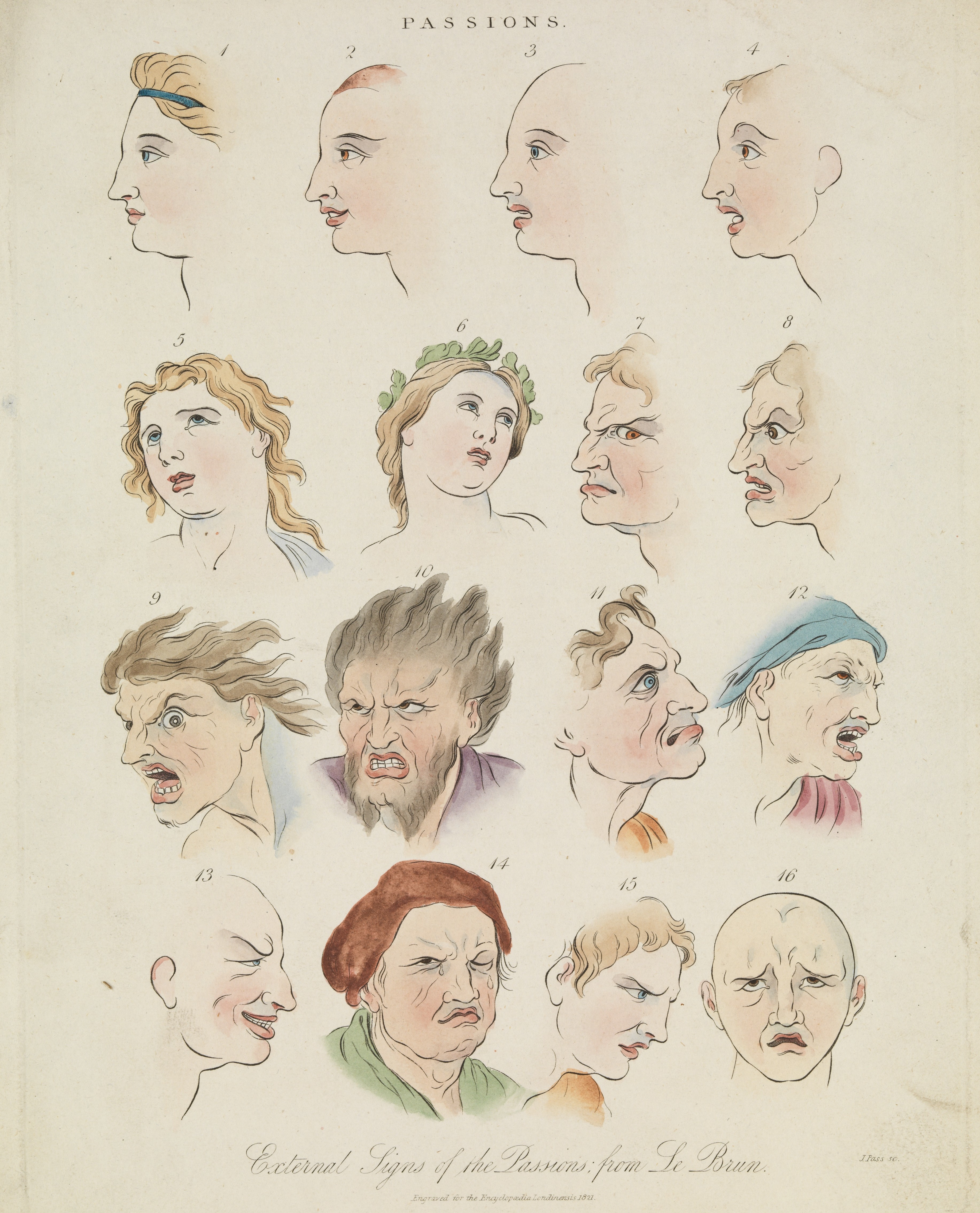

تصنيف العواطف البشرية هو الوسيلة التي يمكن من خلالها تمييز أو مقارنة عاطفة عن أخرى، ويكوّن مشكلة في مختلف أبحاث المشاعر وفي العلوم المتعلقه بها. يحاول الباحثون تصنيف العواطف من أحد وجهتي نظر أساسيتين:
1. العواطف منفصلة ومختلفة بشكل أساسي.
2. يمكن للعواطف أن تصنف في مجموعات علي حسب النوع.

## تصنيف العواطف كفئات منفصلة
في نظرية العاطفة المنفصلة، يُعتقد أن جميع البشر لديهم مجموعة فطرية من المشاعر الأساسية التي يمكن التعرف عليها عبر الثقافات.
توصف هذه المشاعر الأساسية بأنها «منفصلة» لأنه يعتقد أنها يمكن تمييزها من خلال تعبيرات وجه الفرد والعمليات البيولوجية. أجرى المنظرون دراسات لتحديد المشاعر الأساسية.
ومن الأمثلة الشائعة دراسة بول إيكمان وزملائه عبر الثقافات عام 1992، والتي خلصوا فيها إلى أن المشاعر الأساسية الستة هي «الغضب، والاشمئزاز، والخوف، والسعادة، والحزن، والمفاجأة».
يوضح إيكمان أن هناك خصائص معينة مرتبطة بكل من هذه المشاعر، مما يسمح بالتعبير عنها بدرجات متفاوتة. تعمل كل عاطفة كفئة منفصلة وليست حالة عاطفية فردية.

### مشاعر مميزة لغويًا
اقترح يوجين بان نظرية مفادها أن الناس ينقلون فهمهم للعواطف من خلال اللغة التي يستخدمونها والتي تحيط بالكلمات المفتاحية للعاطفة المذكورة.
يفترض أنه كلما تم استخدام لغة أكثر تميزًا للتعبير عن عاطفة معينة، كلما كان الإدراك (بما في ذلك الحس العميق) لهذه المشاعر أكثر تميزًا، وبالتالي أكثر أساسية.

## نماذج الأبعاد للعاطفة
لكل من الأسباب النظرية والعملية، يحدد الباحثون العواطف وفقًا لواحد أو أكثر من الأبعاد. في أطروحته الفلسفية، عواطف الروح، يحدد ديكارت ويبحث في المشاعر الستة الأساسية (العجب، والحب، والكراهية، والرغبة، والفرح، والحزن).
اقترح فيلهلم ماكس وندت، مؤسس علم النفس الحديث، عام 1897 أنه يمكن وصف العواطف بثلاثة أبعاد: وحدد هارولد شلوسبرغ ثلاثة أبعاد للعاطفة: «اللذة - الكراهية» و «الانتباه - الرفض» و «مستوى التنشيط».
تحاول النماذج ذات الأبعاد للعاطفة تصور المشاعر الإنسانية من خلال تحديد مكانها في بعدين أو ثلاثة أبعاد. تتضمن معظم نماذج الأبعاد أبعاد التكافؤ والإثارة أو الشدة. تشير النماذج ذات الأبعاد للعاطفة إلى أن النظام العصبي الفسيولوجي المشترك والمترابط مسؤول عن جميع الحالات العاطفية.
من امثله النماذج ثنائية الأبعاد الأكثر بروزًا هي نموذج الدوران، ونموذج المتجهات، ونموذج التنشيط الإيجابي - التنشيط السلبي (بانا).

### نموذج الدوران
طور جيمس راسل النموذج المحيطي للعاطفة. يشير هذا النموذج إلى أن العواطف تتوزع في فضاء دائري ثنائي الأبعاد، يحتوي على أبعاد الإثارة والتكافؤ. يمثل الإثارة المحور الرأسي ويمثل التكافؤ المحور الأفقي، بينما يمثل مركز الدائرة تكافؤًا محايدًا ومستوى متوسط من الإثارة.  في هذا النموذج، يمكن تمثيل الحالات العاطفية على أي مستوى من التكافؤ والإثارة، أو على مستوى محايد لأحد هذين العاملين أو كليهما. تم استخدام نماذج دائرى بشكل شائع لاختبار محفزات كلمات المشاعر وتعبيرات الوجه العاطفية والحالات العاطفية.
يصف راسل وليزا فيلدمان باريت نموذج الدوران المعدل الخاص بهما بأنه ممثل للتأثير الأساسي، أو المشاعر الأساسية التي لا يتم توجيهها بالضرورة نحو أي شيء. يمكن رسم الحلقات العاطفية النموذجية المختلفة، أو العواطف الواضحة التي تثيرها أو توجهها أشياء معينة، على الدائرة، وفقًا لمستويات الإثارة والمتعة.

### نموذج المتجهات
ظهر النموذج المتجه للعاطفة عام 1992. يتكون هذا النموذج ثنائي الأبعاد من متجهات تشير في اتجاهين، تمثل شكل «بوميرانج». يفترض النموذج أن هناك دائمًا بُعد استيقاظ أساسي، وأن التكافؤ يحدد الاتجاه الذي تكمن فيه عاطفة معينة. على سبيل المثال، التكافؤ الإيجابي من شأنه أن يحول العاطفة إلى أعلى المتجه بينما يؤدي التكافؤ السلبي إلى تحويل المشاعر إلى المتجه السفلي.  في هذا النموذج، يتم التمييز بين حالات الإثارة العالية من خلال التكافؤ، في حين أن حالات الاستثارة المنخفضة أكثر حيادية ويتم تمثيلها بالقرب من نقطة التقاء المتجهات. تم استخدام نماذج المتجهات على نطاق واسع في اختبار محفزات الكلمات والصورة. 

### التنشيط الإيجابي - نموذج التنشيط السلبي (بانا)
يشير التنشيط الإيجابي - التنشيط السلبي (بانا) أو النموذج «التوافقي» للعاطفة، الذي تم إنشاؤه في الأصل بواسطة واتسون وتيليجن في عام 1985، إلى أن التأثير الإيجابي والتأثير السلبي هما نظامان منفصلان. على غرار نموذج المتجهات، تميل حالات الإثارة الأعلى إلى تحديدها من خلال التكافؤ، وتميل حالات الإثارة المنخفضة إلى أن تكون أكثر حيادية من حيث التكافؤ.  في نموذج بانا، يمثل المحور الرأسي تأثيرًا إيجابيًا منخفضًا إلى مرتفعًا ويمثل المحور الأفقي تأثيرًا سلبيًا منخفضًا إلى مرتفع. تكمن أبعاد التكافؤ والإثارة عند دوران 45 درجة فوق هذه المحاور.

### نموذج بلوتشيك
يقدم روبرت بلوتشيك نموذجًا ثلاثي الأبعاد عبارة عن مزيج من الفئات الأساسية المعقدة ونظريات الأبعاد. إنه يرتب المشاعر في دوائر متحدة المركز حيث تكون الدوائر الداخلية أكثر أساسية والدوائر الخارجية أكثر تعقيدًا. والجدير بالذكر أن الدوائر الخارجية تتشكل أيضًا من خلال مزج مشاعر الدائرة الداخلية. ينبع نموذج بلوتشيك، مثل نموذج راسل، من تمثيل دائري، حيث تم رسم الكلمات العاطفية بناءً على التشابه. هناك العديد من المشاعر التي تظهر بعدة درجات ويمكن دمجها بطرق مختلفة لتشكيل «ثنائية» عاطفية.    

### نموذج الحالة العاطفية بي إيه دي
نموذج الحالة العاطفية لـ بي إيه دي هو نموذج نفسي طوره ألبرت مهرابيان وجيمس أ. راسل لوصف وقياس الحالات العاطفية. يستخدم بي إيه دي ثلاثة أبعاد رقمية لتمثيل جميع المشاعر.  أبعاد بي إيه دي هي المتعة والإثارة والهيمنة .
يقيس مقياس المتعة والاستياء مدى متعة الشعور. على سبيل المثال، يعتبر كل من الغضب والخوف من المشاعر غير السارة، ويحصلان على درجات عالية في مقياس الاستياء. لكن الفرح هو عاطفة لطيفة. 
يقيس مقياس الإثارة-اللاإثارة مدى نشاط الشخص أو الشعور به. إنها ليست شدة العاطفة - لأن الحزن والاكتئاب يمكن أن يكونا منخفضين في الإثارة والمشاعر الشديدة. في حين أن كلاً من الغضب والغضب مشاعر مزعجة، فإن الغضب له شدة أعلى أو حالة استثارة أعلى. لكن الملل، وهو أيضًا حالة غير سارة، له قيمة استيقاظ منخفضة. 
يمثل مقياس الهيمنة والخضوع الطبيعة المسيطرة والمهيمنة على العاطفة. على سبيل المثال، في حين أن كلا من الخوف والغضب من المشاعر غير السارة، فإن الغضب هو العاطفة السائدة، في حين أن الخوف هو شعور خاضع. 

## انتقادات

### الاعتبارات الثقافية
أظهرت الدراسات الإثنوغرافية والمتعددة الثقافات للعواطف مجموعة متنوعة من الطرق التي تختلف بها المشاعر باختلاف الثقافات. بسبب هذه الاختلافات، يتحدى العديد من علماء النفس وعلماء الأنثروبولوجيا عبر الثقافات فكرة التصنيفات العالمية للعواطف تمامًا.
تمت ملاحظة الاختلافات الثقافية في الطريقة التي يتم بها تقييم العواطف والتعبير عنها وتنظيمها. المعايير الاجتماعية للعواطف، مثل تكرارها أو الظروف التي يتم التعبير عنها فيها، تختلف أيضًا بشكل كبير.  على سبيل المثال، يتم تشجيع إظهار الغضب من قبل شعب كالولي، ولكن يتم إدانته من قبل شعب أوتكو إنويت. اللغة هي أكبر دليل يخالف عالمية المشاعر. ترتبط الاختلافات داخل اللغات ارتباطًا مباشرًا بالاختلافات في تصنيف المشاعر. تختلف اللغات من حيث أنها تصنف المشاعر بناءً على مكونات مختلفة. قد يصنف البعض حسب أنواع الأحداث بينما يصنف البعض الآخر من خلال الاستعداد للعمل. علاوة على ذلك، تختلف تصنيفات المشاعر بسبب الآثار المختلفة للعواطف بلغات مختلفة. ومع ذلك، ليست كل الكلمات الإنجليزية لها مكافئات في جميع اللغات الأخرى والعكس صحيح، مما يشير إلى وجود كلمات للعواطف موجودة في بعض اللغات ولكن ليس في لغات أخرى.
عادة ما يتم التعبير عن المشاعر مثل الشماتة في الألمانية والبرتغالية في العواطف بلغاتهم الخاصة، ولكنها تفتقر إلى معادل إنجليزي. بعض اللغات لا تفرق بين المشاعر التي تعتبر المشاعر الأساسية في اللغة الإنجليزية. على سبيل المثال، بعض اللغات الأفريقية لها كلمة واحدة لكل من الغضب والحزن، وأخرى للعار والخوف. هناك أدلة إثنوغرافية تتحدى حتى عالمية فئة «العواطف» لأن ثقافات معينة تفتقر إلى كلمة محددة تتعلق بالكلمة الإنجليزية «العواطف».

## قوائم المشاعر
يختبر البشر العاطفة، مع استخدام الأدلة على أنهم يؤثرون على الأفعال والأفكار والسلوك يتم تصنيف المشاعر إلى مؤثرات مختلفة تتوافق مع الوضع الحالي. التأثير هو مدى الشعور الذي يتم تجربته. كل من المشاعر الإيجابية والسلبية مطلوبة في حياتنا اليومية.
تم اقتراح العديد من نظريات العاطفة،  مع وجهات نظر متناقضة.

### المشاعر الأساسية
- اقترح ويليام جيمس في عام 1890 أربع عواطف أساسية: الخوف والحزن والحب والغضب، بناءً على المشاركة الجسدية.[28]
- حدد بول إيكمان ستة مشاعر أساسية: الغضب والاشمئزاز والخوف والسعادة والحزن والمفاجأة.[29] عمل والاس ف. فريزين وفيبي سي إلسورث معه على نفس البنية الأساسية.[30] يمكن ربط العواطف بتعبيرات الوجه. في التسعينيات، اقترح إيكمان قائمة موسعة من المشاعر الأساسية، بما في ذلك مجموعة من المشاعر الإيجابية والسلبية التي ليست كلها مشفرة في عضلات الوجه.[31] المشاعر التي تم تضمينها حديثًا هي: التسلية، والازدراء، والقناعة، والإحراج، والإثارة، والذنب، والفخر بالإنجاز، والراحة، والرضا، واللذة الحسية، والعار.
- قام ريتشارد وبيرنيس لازاروس في عام 1996 بتوسيع القائمة لتشمل 15 عاطفة: التجربة الجمالية، والغضب، والقلق، والرحمة، والاكتئاب، والحسد، والخوف، والامتنان، والشعور بالذنب، والسعادة، والأمل، والغيرة، والحب، والفخر، والراحة، والحزن، والعار، في كتاب العاطفة والعقل.[32] [33]
- حدد الباحثون [34] في جامعة كاليفورنيا ، بيركلي 27 فئة من المشاعر: الإعجاب، العشق، التقدير الجمالي، التسلية، الغضب، القلق، الرهبة، الإحراج، الملل، الهدوء، الارتباك، الرغبة، الاشمئزاز، الألم التعاطفي، الانغماس، الإثارة، الخوف والرعب والفائدة والفرح والحنين والراحة والرومانسية والحزن والرضا والرغبة الجنسية والمفاجأة.[35] استند هذا إلى 2185 مقطع فيديو قصير تهدف إلى إثارة مشاعر معينة. ثم تم تصميمها على غرار «خريطة» المشاعر.[36]

### تباين المشاعر الأساسية
مراجعة عام 2009  لنظريات العاطفة تحدد المشاعر الأساسية وتناقضها وفقًا لثلاثة معايير رئيسية للتجارب العقلية وهي:
1. لديك صفة ذاتية محفزة بقوة مثل المتعة أو الألم؛
2. هي استجابة لحدث أو شيء ما يكون حقيقيًا أو متخيلًا؛
3. تحفيز أنواع معينة من السلوك.

مزيج هذه السمات يميز المشاعر عن الأحاسيس والمشاعر والحالات المزاجية.
| نوع من العاطفة           | المشاعر الايجابية            | مشاعر سلبية                        |
| ------------------------ | ---------------------------- | ---------------------------------- |
| ذات الصلة بخصائص الانسان | الاهتمام والفضول والحماس     | اللامبالاة والتعود والملل          |
| ذات الصلة بخصائص الانسان | الجاذبية والرغبة والإعجاب    | النفور والاشمئزاز والاشمئزاز       |
| ذات الصلة بخصائص الانسان | مفاجأة ، تسلية               | إنذار ، هلع                        |
| التوقع المستقبلي         | الأمل والإثارة               | الخوف والقلق والرهبة               |
| رد فعل للحدث             | الامتنان والشكر              | الغضب والغضب                       |
| رد فعل للحدث             | فرح ، ابتهاج، انتصار، ابتهاج | الحزن والأسى                       |
| رد فعل للحدث             | الصبر                        | الإحباط والأرق                     |
| رد فعل للحدث             | القناعة                      | السخط وخيبة الأمل                  |
| تقييم الذات              | التواضع والتواضع             | كبرياء وغرور                       |
| التفاعل الاجتماعي        | محب للخير                    | الجشع، الجشع، البخل، الحسد، الغيرة |
| التفاعل الاجتماعي        | تعاطف                        | القسوة                             |
| الارتباط بـ              | حب                           | اكرهه                              |

### اقتراح HUMAIΝE لـ EARL
التعليقات التوضيحية للعاطفة ولغة التمثيل (EARL) التي اقترحتها شبكة التفاعل بين الإنسان والآلة على العاطفة (HUMAIΝE) تصنف 48 عاطفة.
| سلبية قوية | سلبية لا إرادية | خواطر سلبية   | سلبية حميدة | انفعال | إيجابية وحيوية | خاصة بالرعاية | خواطر إيجابية | إيجابية حميدة | انفعالية |
| ---------- | --------------- | ------------- | ----------- | ------ | -------------- | ------------- | ------------- | ------------- | -------- |
| الغضب      | القلق           | الفخر         | الملل       | الضغط  | التسلية        | العاطفة       | الشجاعة       | السكينة       | الاهتمام |
| الإزعاج    | الإحراج         | الشك          | اليأس       | الصدمة | البهجة         | التعاطف       | الأمل         | القناعة       | الأدب    |
| الازدراء   | الخوف           | الحسد         | خيبة الامل  | التوتر | الإثارة        | الود          | التواضع       | الاسترخاء     | الدهشة   |
| الاشمئزاز  | الضعف           | الإحباط       | المعاناة    |        | السعادة        | الحب          | الطمأنينة     | الارتياح      |          |
| التهيج     | العجز           | الشعور بالذنب | الحزن       |        | المرح          |               | الثقة         | الصفاء        |          |
|            | الهم            | العار         | الألم       |        | الرضا          |               |               |               |          |

### عواطف باروت حسب المجموعات
تم وصف قائمة من المشاعر على شكل شجرة في شيفر (1987)،  وظهرت أيضًا في باروت (2001).

### عجلة بلوتشيك للعواطف
في عام 1980، رسم روبرت بلوتشيك رسمًا تخطيطيًا لعجلة من ثمانية مشاعر: الفرح والثقة والخوف والمفاجأة والحزن والاشمئزاز والغضب والترقب، مستوحاة من فرضياته العشر.  كما وضع بلوتشيك نظرية لأربعة وعشرين ثنائية «ابتدائية» و «ثانوية» و «ثلاثية» (مشاعر تتكون من عاطفيين).        يمكن إقران مشاعر العجلة في أربع مجموعات:
الصبغ الأساسي = بتلة واحدة متباعدة = الحب = الفرح + الثقة
ثنائي ثانوي = بتلتين منفصلتين = الحسد = الحزن + الغضب
صياد من الدرجة الثالثة = ثلاث بتلات متباعدة = العار = الخوف + الاشمئزاز
العواطف المعاكسة = أربع بتلات متباعدة = توقع ∉ مفاجأة
هناك أيضًا ثلاثيات، عواطف تتكون من 3 عواطف أساسية. يؤدي هذا إلى مزيج من 24 ثنائيًا و 32 ثلاثيًا، مما يجعل 56 عاطفة عند مستوى شدة واحد. يمكن أن تكون العواطف خفيفة أو شديدة ؛  على سبيل المثال، الإلهاء هو شكل خفيف من المفاجأة، والغضب هو شكل حاد من أشكال الغضب. أنواع العلاقة بين كل زوج من المشاعر هي:
| عاطفة خفيفة       | عكس ذلك معتدل      | العاطفة الأساسية | العكس الأساسي     | العاطفة الشديدة  | العكس الشديد      |
| ----------------- | ------------------ | ---------------- | ----------------- | ---------------- | ----------------- |
| راحة نفسية        | الكآبة ، الكآبة    | الفرح والبهجة    | الحزن والاكتئاب   | النشوة، الإنتشاء | الحزن والأسى      |
| القبول والتسامح   | يكرهون الملل       | ثقة              | الاشمئزاز والنفور | الإعجاب، العشق   | البغض ، الاشمئزاز |
| تخوف، فزع         | الانزعاج والتهيج   | الخوف، الخوف     | الغضب والعداء     | الرعب والذعر     | غضب ، غضب         |
| الهاء وعدم اليقين | الاهتمام والانتباه | مفاجئة           | تحسبا ، المتوقع   | الدهشة، الدهشة   | اليقظة            |

| المشاعر الانسانية   | العواطف           | مشاعر معاكسة        | العواطف            |
| ------------------- | ----------------- | ------------------- | ------------------ |
| تفاؤل وشجاعة        | التوقع + الفرح    | الرفض وخيبة الأمل   | مفاجأة + حزن       |
| الأمل، القدرية      | توقع + ثقة        | الكفر ، الصدمة      | مفاجأة + اشمئزاز   |
| القلق والرهبة       | توقع + خوف        | الغضب ، الكراهية    | مفاجأة + غضب       |
| الحب والود          | الفرح + الثقة     | الندم ، البؤس       | حزن + اشمئزاز      |
| الذنب والإثارة      | الفرح + الخوف     | الحسد ، الكآبة      | حزن + غضب          |
| البهجة، الموت       | الفرح + مفاجأة    | تشاؤم               | حزن + توقع         |
| الخضوع والتواضع     | ثقة + خوف         | الازدراء والازدراء  | الاشمئزاز + الغضب  |
| فضول                | ثقة + مفاجأة      | السخرية             | الاشمئزاز + التوقع |
| العاطفية والاستقالة | ثقة + حزن         | الاعتلال والسخرية   | الاشمئزاز + الفرح  |
| رهبة ، إنذار        | خوف + مفاجأة      | العدوانية والانتقام | الغضب + التوقع     |
| يأس                 | خوف + حزن         | كبرياء انتصار       | الغضب + الفرح      |
| عار، فطنة           | الخوف + الاشمئزاز | هيمنة               | الغضب + الثقة      |

| المشاعر الانسانية | العواطف           |
| ----------------- | ----------------- |
| حلاوة ومر         | الفرح + الحزن     |
| الازدواجية        | الثقة + الاشمئزاز |
| التجمد            | الخوف + الغضب     |
| ارتباك            | مفاجأة + توقع     |

توجد مشاعر مماثلة في العجلة متجاورة. الغضب والتوقع والفرح والثقة إيجابية في التكافؤ ، في حين أن الخوف والمفاجأة والحزن والاشمئزاز سلبية في التكافؤ. يُصنف الغضب على أنه عاطفة «إيجابية» لأنه يتضمن «التحرك نحو» الهدف ،  بينما المفاجأة سلبية لأنها انتهاك لأرض شخص ما. كل ثنائي من المشاعر لهما أنصاف أضداد وأضداد تمامًا: 
| +      | حزن   | مرح     |
| ------ | ----- | ------- |
| التوقع | تشاؤم | التفاؤل |
| مفاجئة | الرفض | بهجة    |

| +   | الاشمئزاز | ثقة      |
| --- | --------- | -------- |
| مرح | سقم       | حب       |
| حزن | الندم     | العاطفية |

| +         | يخاف  | الغضب  |
| --------- | ----- | ------ |
| ثقة       | تقديم | هيمنة  |
| الاشمئزاز | عار   | ازدراء |

| +     | مفاجئة | التوقع  |
| ----- | ------ | ------- |
| الغضب | الغضب  | عدوانية |
| يخاف  | رهبة   | قلق     |

| +         | مفاجئة | التوقع  |
| --------- | ------ | ------- |
| ثقة       | فضول   | أمل     |
| الاشمئزاز | الكفر  | السخرية |

| +   | يخاف  | الغضب |
| --- | ----- | ----- |
| مرح | الذنب | فخر   |
| حزن | يأس   | حسد   |

### ستة محاور للعاطفة
نشر باحثو معهد ماساتشوستس للتكنولوجيا ورقة بعنوان «نموذج عاطفي للتفاعل بين العواطف والتعلم: إعادة هندسة أصول التدريس التربوية - بناء رفيق التعلم» الذي يسرد ستة محاور للعواطف بمشاعر معاكسة مختلفة ، ومشاعر مختلفة تأتي من نطاقات.
| محور             | -1.0    | -0.5       | 0            | 0      | +0.5         | +1.0    |
| ---------------- | ------- | ---------- | ------------ | ------ | ------------ | ------- |
| القلق - الثقة    | قلق     | يقلق       | عدم ارتياح   | راحة   | متفائل       | واثق    |
| الملل - سحر      | Ennui   | ملل        | لا مبالاة    | اهتمام | فضول         | دسيسة   |
| الإحباط - النشوة | إحباط   | الحيرة     | ارتباك       | تبصر   | تنوير        | إستيعاب |
| متشائم - مشجع    | حزين    | خائب الامل | غير راض      | راضي   | بسعادة غامرة | متحمس   |
| الإرهاب - السحر  | الإرهاب | الرهبة     | تخوف         | هدوء   | توقعي        | فرح     |
| الذل - كبرياء    | إذلال   | أحرجت      | الوعي الذاتي | مسرور  | راضي         | فخور    |

كما قاموا بعمل نموذج لتصنيف مراحل تعلم العواطف. 
|               | تأثير سلبي                        | تأثير ايجابي          |
| ------------- | --------------------------------- | --------------------- |
| التعلم البناء | خيبة أمل، حيرة، ارتباك            | الرهبة والرضا والفضول |
| غير متعلم     | الإحباط، تجاهل ، المفاهيم الخاطئة | الأمل، بحث جديد       |

### الساعة الرملية للعواطف

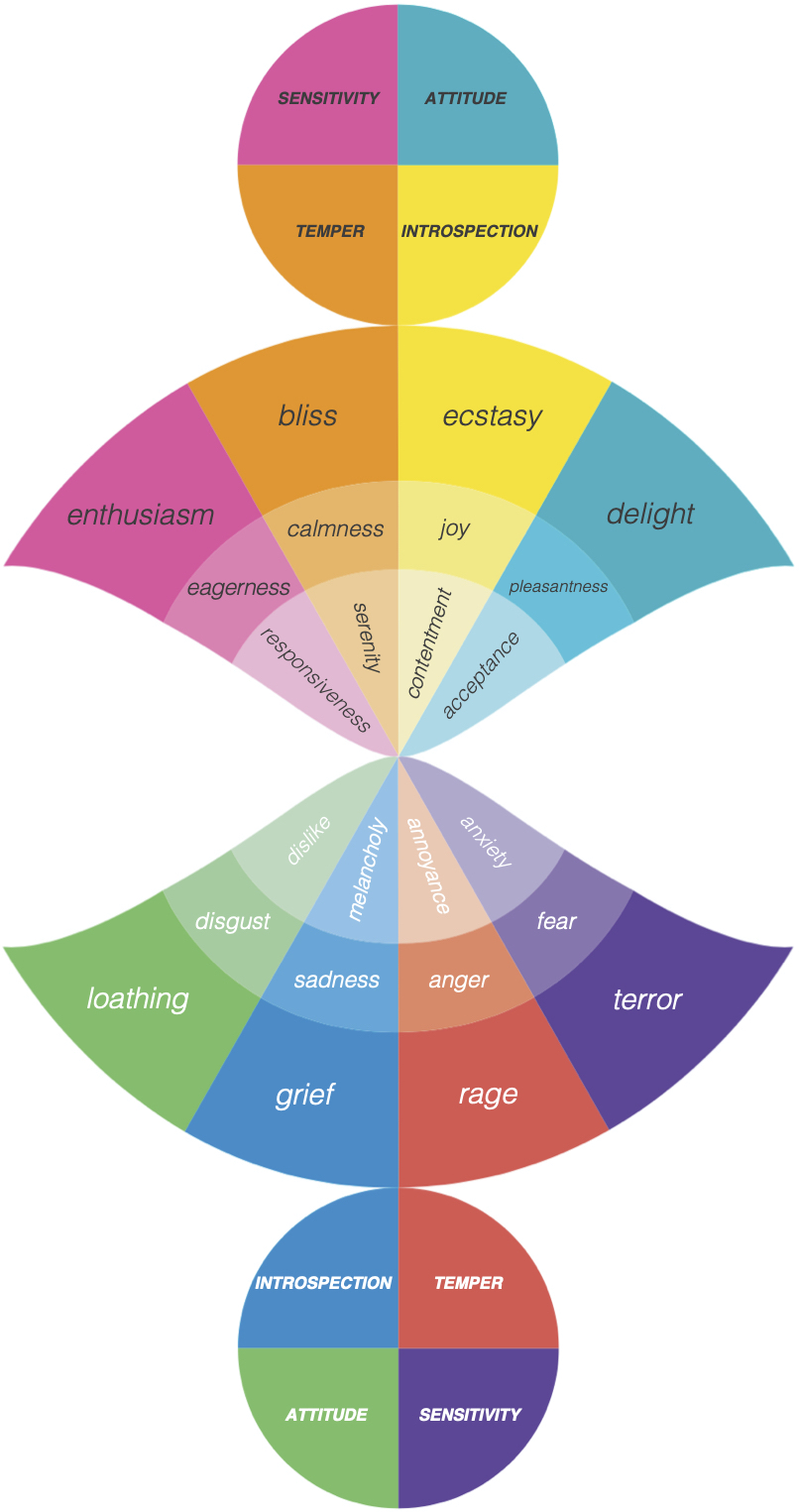
إعادة النظر في نموذج الساعة الرملية

تستند الساعة الرملية للعواطف على نموذج روبرت بلوتشيك ، لكنها تصنف المشاعر إلى أربعة أبعاد عاطفية. إنه يقارن الفرح والهدوء واللذة واللهفة كعواطف إيجابية ، والحزن والغضب والاشمئزاز والخوف باعتبارها سلبية. 
| البعد             | (+ 1، + 0.66) | [+ 0,66، + 0,33) | [+0.33,0)  | (0، -0.33] | (-0.33، -0.66] | (-0.66، -1] |
| ----------------- | ------------- | ---------------- | ---------- | ---------- | -------------- | ----------- |
| استبطان - سبر غور | نشوة          | مرح              | القناعة    | كآبة       | حزن            | حزن         |
| حدة               | النعيم        | الهدوء           | راحة نفسية | إزعاج      | الغضب          | غضب         |
| سلوك              | بهجة          | اللطف            | قبول       | لم يعجبنى  | الاشمئزاز      | اشمئزاز     |
| حساسية            | حماس          | رغبه قويه        | إستجابة    | قلق        | يخاف           | الإرهاب     |

| مرح     | السعادة   | حب      | التمتع  | تسلية       |
|         | رغبه قويه | نشوة    | الإثارة | التشويق     |
|         | الهدوء    | تنوير   | استرخاء | الكسل الحلو |
| حزن     | اشمئزاز   | اكرهه   | الذنب   | الندم       |
|         | يخاف      | محنة    | القلق   | بؤس         |
|         | الغضب     | حسد     | مرارة   | استياء      |
| الهدوء  | السعادة   | توكيد   | عطف     | العطف       |
|         | رغبه قويه | التركيز | عزم     | مثابرة      |
|         | يخاف      | إهمال   | التراخي | رخاوة       |
| الغضب   | اشمئزاز   | كراهية  | قسوة    | شراسة       |
|         | يخاف      | وقاحة   | إكراه   | التملك      |
|         | رغبه قويه | عناد    | عناد    | ترنح        |
| السعادة | اشمئزاز   | الوقاحة | الخدعة  | الوقاحة     |
|         | رغبه قويه | العطف   | الجرأة  | حسن الضيافة |
|         | يخاف      | رهبة    | تقديم   | تقديس       |
| اشمئزاز | مرح       | سقم     | الشماتة | فرح         |
|         | يخاف      | المعصية | الجبن   | في الضيافة  |
|         | رغبه قويه | التهور  | الجرأة  | التسرع      |
| توقع    | مرح       | أمل     | ترقب    | التفاؤل     |
|         | حزن       | اليأس   | اليأس   | تشاؤم       |
|         | رغبه قويه | اليقظة  | اليقظة  | الحذر       |
| مفاجئة  | الغضب     | صدمة    | الغضب   | صاعقة       |
|         | يخاف      | إنذار   | الفزع   | الذهول      |
|         | السعادة   | دهشة    | دهشة    | العجائب     |

### كتاب العواطف البشرية
أدرجت تيفاني وات سميث 154 عواطف ومشاعر مختلفة في جميع أنحاء العالم.
منها تعبيرات مميزه لثقافات معينه
Amae (يابانية): الرغبة في الانهيار في أحضان أحد أفراد أسرته ليتم تدليلها وتهدئتها.
Ambiguphobia (صاغه الروائي الأمريكي ديفيد فوستر والاس): الشعور بعدم الارتياح لترك الأشياء مفتوحة للتفسير.
أوومبوك (من شعب باينينغ ، بابوا غينيا الجديدة): الشعور بالثقل والحزن الذي تشعر به بعد مغادرة ضيوفك (وكما يصف سميث في المقابلة ، الشعور بالقصور الذاتي والإرهاق والارتخاء الذي ينزل عندما يغادر ضيف محبوب المكان. بيت).
Basorexia: الرغبة المفاجئة في تقبيل شخص ما.
الحضنة: عند المرأة ، تشعر برغبة الأمومة في إنجاب طفل (آخر) (قاموس أكسفورد الإنجليزي).
مجنونة: مزيج من الملل والغضب ، حيث يؤدي الأول إلى الثاني.
التهابات القولون: شعور بالقلق وعدم الارتياح في حفرة المعدة ، مما يعطي إحساسًا بالزيت والترنج.
Cyberchondria: القلق بشأن «أعراض» «المرض» الذي يغذيه «بحث» الإنترنت (ملاحظة جانبية: أنا ملك السايبركوندريا.)
Depaysement (فرنسي): الشعور بأنك دخيل.
Dolce far niente (إيطالي): متعة عدم القيام بأي شيء.
Fago (Ifaluk): مفهوم عاطفي فريد يطمس الحدود بين الرحمة والحزن والحب. إن الشفقة التي نشعر بها تجاه شخص محتاج هي التي تجبرنا على الاعتناء به ، ولكنها أيضًا تطاردها إحساس قوي أننا سنخسره يومًا ما.
Gezelligheid (هولندية): شعور خاص بالراحة. يصف Gezelligheid «كلا من الظروف المادية - أن تكون دافئًا في مكان دافئ وعائلي محاط بأصدقاء جيدين ... وحالة عاطفية من الشعور» بالاحتفاظ «والراحة.»
غرينغ جاي (تايلاندي): الشعور بالتردد في قبول عرض المساعدة من شخص آخر بسبب الإزعاج الذي قد يسببه لهم.
هان (الكورية): يُترجم كثيرًا إلى الحزن أو الحقد أو الحقد أو الندم أو الاستياء أو الحزن ، من بين العديد من المحاولات الأخرى لشرح مفهوم لا مثيل له في اللغة الإنجليزية. هان مفهوم صعب يتطلب فهم السياق الذي يتم استخدامه فيه. (التعريف مأخوذ من ويكيبيديا).
يقول وات سميث: «يبدو أنه مزيج من الأمل واليأس في نفس الوقت». «إنه نوع من التوق إلى تغيير الأشياء ، ولكن مصحوبًا بتصميم كئيب للغاية على رؤية الأشياء من خلال ، حتى النهاية المريرة للغاية.»
حراث (الويلزية): ارتباط عميق بوطن المرء.
هويل (الويلزية): شعور بالحيوية ؛ مليئة بالفرح والإثارة.
إيجيراشي (ياباني): الإحساس بلمسه أو تحريكه عند رؤية الطفل الصغير يتخطى عقبة أو يفعل شيئًا يستحق الثناء. (فكر ، المحرك الصغير الذي يمكنه).
Iktsuarpok (الإنويت): الشعور بالضيق الذي ينشأ عندما يحين موعد وصول الزوار.
Kaukokaipuu (بالفنلندية): الرغبة في الوصول إلى أرض بعيدة. (تخيل الرغبة اليائسة في أن تكون في مكان لم تزره أبدًا ، أو الرغبة في التواجد في أي مكان آخر غير مكانك الحالي).
L'appel du vide (الفرنسية: مضاءة ، «نداء الفراغ»): الدافع الفطري للقفز من المرتفعات. «عندما تمشي على حافة منحدر وتوجد لديك رغبة مفاجئة في القفز ... إنه إحساس غريب للغاية. لقد مر معظم الناس بهذه التجربة لأنها تعني إحساسًا مفاجئًا بأنه لا يمكنك الوثوق بحدسك.»
ليتوست (تشيكي): من الصعب ترجمته ، يصف هذا المصطلح الشعور «بالخزي والاستياء والغضب الذي يرفعنا عن أقدامنا عندما ندرك أن شخصًا آخر جعلنا نشعر بالبؤس». (ملاحظة جانبية: هذه الكلمة غنية جدًا بالمعنى والسياق ، قراءة هذا الفصل وحده تستحق ثمن الكتاب).
Malu (شعب Dusun Baguk في إندونيسيا): الشعور بالارتباك في وجود شخص نحظى بتقدير كبير.
Matutolypea: عندما يستيقظ المرء تغلب عليه البؤس وسوء المزاج.
Ringxiety (صاغها في أواخر التسعينيات عالم النفس ديفيد لارامي): الشعور الوهمي لمكالمة هاتفية في جيب المرء. يقول سميث: «أي لحظة من القلق يتبعها على الفور نوع من الخجل والإحراج البسيط عندما تضع هاتفك في جيبك مرة أخرى».
تورشلوسبانيك (ألماني): الشعور بالاضطراب والقلق الذي نشعر به عندما نلاحظ أن الوقت ينفد.
فارغ: الشعور بأن كل شيء أصبح «أكثر من اللازم» وكل ذلك بطريقة خاطئة.
يرسم العلماء واحدًا وعشرين شعورًا مختلفًا للوجه   موسعة من مشاعر بول إيكمان الستة الأساسية للغضب ، والاشمئزاز ، والخوف ، والسعادة ، والحزن ، والمفاجأة:
| سعيدة  | حزين | خوفا        | غاضب      | مندهش           | مشمئز             |
|        |      |             |           | لحسن الحظ فوجئت | اشمئزاز لحسن الحظ |
|        |      | مخيفة للأسف | حزين غاضب | للأسف فوجئت     | اشمئزاز للأسف     |
| مروع   |      |             | غاضب بخوف | بخوف فوجئ       | بخوف بالاشمئزاز   |
| مرعوب  |      |             |           | بغضب فوجئ       | بغضب بالاشمئزاز   |
| كراهية |      |             |           |                 | فوجئت بالاشمئزاز  |

### أطلس العواطف
أنشأ الدالاي لاما موقعًا على شبكة الإنترنت يعتمد على مشاعر المتعة والاشمئزاز والغضب والخوف والحزن بمساعدة بول إيكمان.  كانت المشاعر مماثلة لتلك الموجودة في فيلم Inside Out ، الذي نصحه بول إيكمان.

### العاطفة والتوتر
المشاعر والتوتر مترابطان ، لذا فإن المواقف العصيبة تنتج المشاعر. البيئات التي تجعل التوتر تصنع المشاعر أيضًا.

## فهرس
- إيكمان ، ب. (1972). المسلمات والاختلافات الثقافية في تعبير الوجه عن العاطفة. في جيه كول (محرر)، ندوة نبراسكا حول التحفيز . لينكولن ، نبراسكا: مطبعة جامعة نبراسكا: ص. 207 - 283.
- Ekman، P. (1992). "An argument for basic emotions". Cognition and Emotion. ج. 6 ع. 3: 169–200. DOI:10.1080/02699939208411068.
- إكمان ، ب. (1999). المشاعر الأساسية. في T. Dalgleish و T. Power (Eds.) دليل الإدراك والعاطفة ص. 45-60. ساسكس ، المملكة المتحدة: John Wiley & Sons، Ltd.
- Fontaine، J.؛ Scherer، KR؛ Roesch، EB؛ Ellsworth، PC (2007). "The world of emotions is not two-dimensional". Psychological Science. ج. 18 ع. 12: 1050–1057. DOI:10.1111/j.1467-9280.2007.02024.x. PMID:18031411.
- Koelsch، S.؛ Jacobs، AM.؛ Menninghaus، W.؛ Liebal، K.؛ Klann-Delius، G.؛ von Scheve، C.؛ Gebauer، G. (2015). "The quartet theory of human emotions: An integrative and neurofunctional model". Phys Life Rev. ج. 13: 1–27. DOI:10.1016/j.plrev.2015.03.001. PMID:25891321.

- برينز ، ج. (2004). ردود الفعل المعوية: نظرية الإدراك الحسي للعواطف . أكسفورد: مطبعة جامعة أكسفورد.(ردمك 9780195309362)رقم ISBN 9780195309362
- Sugu، Dana؛ Chaterjee، Amita (2010). "Flashback: Reshuffling Emotions". International Journal on Humanistic Ideology. ج. 3 ع. 1. مؤرشف من الأصل في 2020-11-07.
- Russell، J.A. (1979). "Affective space is bipolar". Journal of Personality and Social Psychology. ج. 37 ع. 3: 345–356. DOI:10.1037/0022-3514.37.3.345.
- Russell، J.A. (1991). "Culture and the categorization of emotions" (PDF). نشرة نفسية (مجلة). ج. 110 ع. 3: 426–50. DOI:10.1037/0033-2909.110.3.426. PMID:1758918. مؤرشف من الأصل (PDF) في 2016-03-04. اطلع عليه بتاريخ 2015-12-15.